# Bahonsuai jezik
Bahonsuai jezik (ISO 639-3: bsu), austronezijski jezik uže celebeske skupine, kojim govori oko 200 ljudi (1991 SIL) u selu Bahonsuai na istočnoj obali Celebesa u Indoneziji.
Leksički mu je najbliži tomadino [tdi], 71% 

## Vanjske poveznice
- Ethnologue (14th)
- Ethnologue (15th)